# レギスタン広場

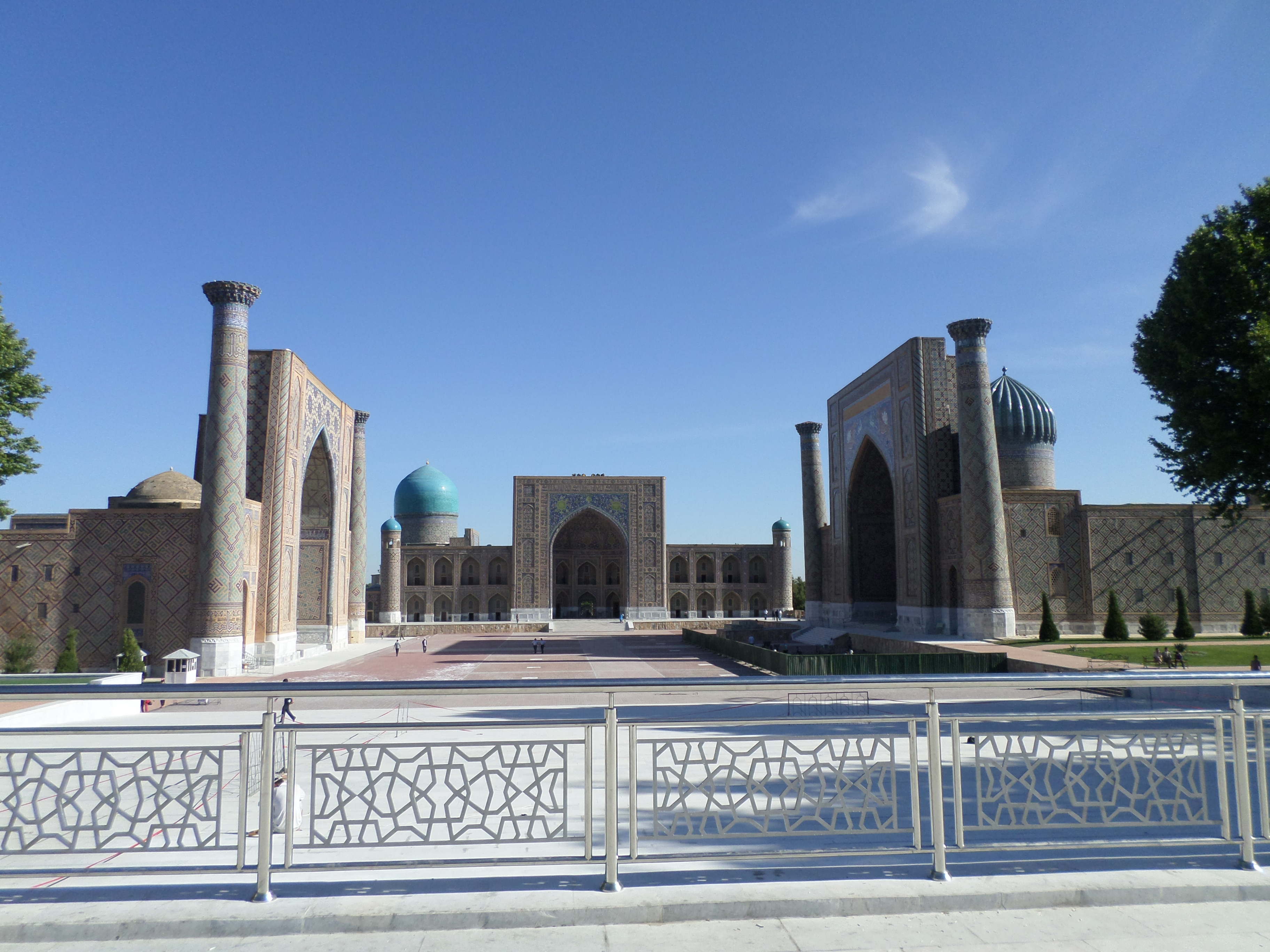
レギスタン広場

レギスタン広場（Registan）は、ウズベキスタンの古都サマルカンドにある広場で、「砂の場所」という意味をもつ。
マドラサ神学校が三棟建っている。向かって左側にはウルグ・ベク・マドラサ、右側にシェル・ドル・マドラサ、さらに中央にはティリャー・コリーモスクマドラサが建つ。